# Топурия, Григорий Эрастович
Григорий Эрастович Топурия (1914 год, Адлер, Сочинский округ, Черноморская губерния, Российская империя — дата смерти неизвестна) — агроном колхоза имени Берия Гагрского района Абхазской АССР, Грузинская ССР. Герой Социалистического Труда (1949).

## Биография
Родился в 1914 году в крестьянской семье в селении Адлер Сочинского округа Черноморской губернии.
Участвовал в Великой Отечественной войне.
Со второй половины 1940-х годов — агроном колхоза имени Берия Гагрского района с центральной усадьбой в селе Колхида.
Применял передовые агрономические методы при выращивании табака сорта «Самсун № 27», в результате чего в 1948 году в колхозе было собрано в среднем по 16,7 центнеров листьев табака с каждого гектара на участке площадью 12,5 гектаров. Указом Президиума Верховного Совета СССР от 3 мая 1949 года «за получение высоких урожаев кукурузы и табака в 1948 году» удостоен звания Героя Социалистического Труда с вручением ордена Ленина и золотой медали «Серп и Молот».
Этим же указом званием Героя Социалистического Труда были награждены председатель колхоза Григорий Алексеевич Гвасалия, табаководы Иосиф Хачикович Арзуманян, Марта Артиновна Задыкян и Николай Георгиевич Ушверидзе.
Позднее трудился в жилищно-коммунальном хозяйстве села Колхида.
После выхода на пенсию проживал в посёлке Колхида (с 1992 года — посёлок Псахара).
Дата смерти не установлена.
Награды
- Герой Социалистического Труда
- Орден Ленина
- Орден Отечественной войны 2 степени (11.03.1985)